# 尤卡莱莉大冒险
《尤卡莱莉大冒险》（官方译为）是一款由游乐游戏工作室并由Team17发行在Microsoft Windows、macOS、Linux、PlayStation 4、Xbox One和任天堂Switch上的3D平台游戏。本作是该游戏工作室的首个作品，因为他们成员此前大多是Rare的《班卓熊大冒险》开发团队的成员，故本作也常被看作是该系列的精神续作。玩家将在游戏中扮演变色龙尤卡和蝙蝠莱莉，为了夺回传奇的魔法书而前去打败邪恶集团。
游戏于2015年通过Kickstarter网络众筹开发资金并获得了超过200万英镑的筹款，并打破记录。游戏于2017年4月11日发售了Windows、macOS、Linux、PlayStation 4和Xbox One版本，同年12月14日发售了任天堂Switch版本。
《尤卡莱莉大冒险》在发售后获得了业界好坏参半的评价，多数评论称赞游戏的怀旧风格和配乐，但同时有不少评论指出游戏在技术上的短板和消费情怀。2019年，本作的外传作品《尤卡莱莉与无妄巢穴》发售，游戏类型转变为2D平台游戏。